# Ataques en Playa del Carmen y Cancún de 2017
Los ataques en Playa del Carmen y Cancún fueron dos hechos ocurridos, el 16 y 17 de enero de 2017 respectivamente, en dichas ciudades en el caribeño estado de Quintana Roo, en México. El primero ocurrió en Playa del Carmen cuando un hombre disparó contra varias personas en un bar durante un festival de música electrónica dejando 6 muertos y 15 heridos. Posteriormente se dio a conocer que el objetivo primordial del atacante no eran los asistentes del evento, sino un comensal que se encontraba dentro del bar Blue Parrot.
Al día siguiente, en Cancún, un grupo de personas en moto tirotearon y lanzaron granadas a la físcalía policial de la ciudad dejando un agente muerto mientras que otros tres agresores fueron abatidos.
Más tarde, se dijo que ambos casos estaban relacionados.

## Ataques
La noche del lunes 16 de enero, alrededor de las 2:30 a. m.., un sujeto armado entró al bar Blue Parrot y disparó contra la gente que se encontraba en la clausura del festival de música electrónica “The BPM Festival” dejando 5 muertos y 15 heridos. Cuatro personas murieron directamente por impacto de bala y una quinta murió al ser aplastada por la multitud que huía del lugar. Días más tarde, un herido falleció en el hospital aumentando la cifra a 6.
Se descartó que se tratara de terrorismo internacional y se adjudicó la matanza al narcotráfico.
Al día siguiente, 17 de enero, a las 4:00 p. m.. aproximadamente, la Fiscalía General del Estado mexicano de Quintana Roo fue atacada por un grupo armado en un tiroteo en el que murieron cuatro personas: tres agresores y un policía. Los autores del ataque fueron varios individuos que se trasladaban en motocicletas y dispararon y lanzaron granadas contra la Fiscalía General y sus edificios colindantes, que pertenecen a los Bomberos, el Centro de Comando C-4 y la Seguridad Pública.
Sin embargo, ese no fue el único altercado durante la jornada del martes 17 de enero, ya que se registraron disparos en un centro comercial conocido como 'Las Américas', conocido por su gran afluencia turística dejando tres heridos. De esta forma, todos las personas que se encontraban en aquel lugar fueron evacuadas y se impidió el acceso al complejo, activando el protocolo de máxima seguridad.

## Investigaciones
Durante el primer atentado (en Playa del Carmen) las investigaciones preliminares al suceso señalaron que a pesar de las características del hecho, no tenía relación con el terrorismo extremista y responsabilizaron a las bandas criminales locales del tiroteo.
Así mismo, el gobernador de Quintana Roo, Carlos Joaquín González, dijo que el origen del tiroteo era la disputa entre dos bandos supuestamente criminales.
En el segundo ataque ocurrido en Cancún, las autoridades dijeron que los dos atentados estaban relacionados entre sí y que los responsables eran sujetos ligados a grupos criminales. Uno de los más señalados fue el liderado por “Doña Lety” quien se dedica a la venta y distribución de drogas en la zona.

### Adjudicación de Los Zetas del tiroteo en Playa del Carmen
Con una manta colocada en la vía pública, un presunto integrante de Los Zetas se adjudicó el ataque Club Blue Parrot, de Playa del Carmen. Dicha manta decía:

"Esto es una muestra de que ya estamos aquí, fue por no alinearte Phillip BPM. Es el inicio, vamos a cortar las cabezas de Golfos, Pelones y chapulines
Presunto integrante de Los Zetas

El presunto mensaje de ‘Los Zetas’ confirmaría que la matanza en el Blue Parrot fue un enfrentamiento por la disputa de la plaza entre grupos del narco y no un pleito entre dos particulares.

## Víctimas
Según informes oficiales, en ambos ataques hubo 5 civiles, 1 policía y 3 atacantes muertos de los cuales, 4 eran de origen extranjero.
| Nacionalidad   | Muertos                                                 | Heridos |
| -------------- | ------------------------------------------------------- | ------- |
| México         | 4 (3 en Playa del Carmen y uno en Cancún). +3 atacantes | 11      |
| Canadá         | 1                                                       | 2       |
| Estados Unidos | 1                                                       | 4       |
| Italia         | 1                                                       | 0       |
| Colombia       | 0                                                       | 1       |

## Consecuencias
Tras el ataque en Playa del Carmen, The BPM Festival canceló el término de la clausura y dijo que no volverá a realizar el festival en Playa del Carmen. Así mismo, la afluencia turística en la región se vio afectada.
De la misma manera, el gobernador del estado, canceló los planes en su agenda para mantenerse comunicado de lo que estaba sucediendo.
Por otra parte, se activo la alerta máxima de seguridad que moviliza a todas las fuerzas policiales y el gobierno federal de México envió más soldados y marinos a Quintana Roo para tratar de controlar la situación e impedir nuevo actos de “narcoterrorismo”.

## Reacciones
Varios líderes políticos de México y del mundo rechazaron y condenaron los ataques del crimen organizado. Así mismo, algunos famosos se sumaron y expresaron su solidaridad y consternación tras el hecho.